# Sława
Sława este un oraș în Polonia.